# Juan Arizmendi Hernández
Juan Arizmendi Hernández (Gómez Palacio, Durango, 8 de enero de 1944-Ciudad de México, 11 de septiembre de 2017) fue un político mexicano, miembro del Partido Revolucionario Institucional (PRI). Fue en dos ocasiones diputado federal.

## Biografía
Fue médico veterinario zootecnista egresado de la Universidad Juárez del Estado de Durango (UJED); cuenta con estudios de diplomado en Administración Agropecuaria en el Centro Nacional de Productividad de Durango, y cursos de Programación presupuestaria y evaluación de programas, y de Desarrollo organizacional para el sector público en el Centro Nacional de Capacitación Administrativa del Distrito Federal.
De 1972 a 1974 fue coordinador de Proyectos Especiales de la Secretaría de la Reforma Agraria (SRA), de 1973 a 1975 fue presidente de la Asociación de Médicos Veterinarios Zootecnistas de Durango, y de 1974 a 1975 fue jefe del Departamento Pecuario del gobierno de Durango. Miembro del PRI como integrante de la Liga de Comunidades Agrarias y Sindicatos Campesinos de Durango, sección de la Confederación Nacional Campesina (CNC) en el estado; de 1981 a 1982 fue presidente de la comisión de estudios de ganadería mayor en el Instituto de Estudios Políticos, Económicos y Sociales (IEPES) del PRI.
En 1977 fue postulado candidato a diputado local, resultando elegido para la LIV Legislatura del Congreso del Estado de Durango, que concluyó en 1980, de ese año a 1986 fue asesor del gobernador de Durango Armando del Castillo Franco. En 1982 fue postulado candidato del PRI y elegido diputado federal por el Distrito 5 de Durango para la LXII Legislatura de dicho año al de 1985. De 1984 a 1986 fue asesor del director de la Compañía Nacional de Subsistencias Populares (CONASUPO).
En 1986 fue subdelegado del PRI en Sinaloa, de 1989 a 1992 fue secretario de Crédito y Seguro Agrícola del comité nacional de la CNC, de 1992 a 1993 director de Fomento Agropecuario y Forestal y de 1993 a 1997 secretario de Desarrollo Rural del gobierno de Durango en la administración de gobernador Maximiliano Silerio Esparza. Dejó el cargo para ser candidato del PRI a diputado federal por el Distrito 3 de Durango, resultando elegido para la LVII Legislatura que concluyó en 2000. Paralelamente, de 1998 a 1998 fue subsecretario de Programa de acción y gestión social del comité nacional del PRI.